# WASP-14b
WASP-14bは2008年に発見された太陽系外惑星である。既知の惑星のうち最も密度が大きいものの1つである。

## 自転
2008年8月時点で、直近のWASP-14bのロシター・マクローリン効果の測定がJoshua N. Winnにより行われ、自転と公転のなす角が計算された。その値は-14 ± 17 °だった。この値は、年齢に比べると非常に奇妙であり、別の恒星の軌道の方に引っ張られている可能性を示している。